# Anna-Celina Schmid
Anna-Celina Schmid (* 15. Mai 1997 in Stuttgart) ist eine deutsche Fußballspielerin, die für den VfL Sindelfingen in der Frauen-Bundesliga spielt.

## Werdegang
Schmid startete ihre Karriere im Sommer 2003 mit den Bambini des SV Rot in Stuttgart-Zuffenhausen. Es folgten zwei Jahre in Zuffenhausen, bevor sie im Mai 2005 sich dem SC Stammheim anschloss.  Sie spielte in Oferdingen in der E- und D-Jugend, bevor sie im Sommer 2009 in die D-Jugend des VfL Sindelfingen ging. Aufgrund von Verletzungssorgen rückte sie im Frühjahr 2014 als 16-Jährige in den Bundesliga-Kader des VfL auf und feierte am 23. Februar 2014 ihr Frauen-Bundesliga-Debüt gegen den MSV Duisburg.

## Schwimmkarriere
Neben ihrer aktiven Fußballkarriere ist sie Leistungschwimmerin für den SSV Zuffenhausen und gehörte zum U-17-Kader des Deutschen Schwimm-Verbandes.